# Johnny Paycheck
Johnny Paycheck, ursprungligen Donald Eugene Lytle, född 31 maj 1938 i Greenfield, Ohio, död 19 februari 2003 i Nashville, Tennessee, var en amerikansk countrysångare, gitarrist och låtskrivare.
Paycheck är förmodligen mest känd för att ha gjort en inspelning av låten "Take This Job and Shove It" 1977 med vilken han låg etta på Billboards countrylista två veckor i början av 1978.. Han står även för text och musik i låten "Angel of the Highway" som kan höras i början av dokumentären Hells Angels Forever (1983) Låten är en hyllning till klubben och deras fria livsstil. Mot slutet av 1950-talet till 1964 kallade sig Paycheck för Donny Young. Under detta namn gjorde han en hel del inspelningar, både country och rockabilly.
1966 bildade Paycheck tillsammans med sin producent Aubrey Mayhew skivbolaget Little Darlin' Records. Under Little Darlin' bolaget mellan 1966 och 1969 spelade Paycheck och Mayhew in många låtar.
Inspelningarna från denna perioden karaktäriseras av ett hårt countrysound med skrikande steelguitar och mörka, självdestruktiva låttexter.
Under en period i mitten av 1960-talet var Paycheck basist i George Jones kompgrupp The Jones Boys.

## Diskografi (urval)
Album
- 1966 – At Carnegie Hall
- 1966 – The Lovin' Machine'"
- 1967 – Gospel Time in My Fashion'"
- 1967 – Jukebox Charlie
- 1967 – Country Soul
- 1969 – Wherever You Are
- 1971 – She's All I Got
- 1972 – Someone to Give My Love To
- 1972 – Somebody Loves Me
- 1973 – Mr. Lovemaker
- 1973 – Song and Dance Man
- 1975 – Loving You Beats All I've Ever Seen
- 1976 – 11 Months and 29 Days
- 1977 – Slide Off of Your Satin Sheets
- 1977 – Take This Job and Shove It
- 1978 – Armed and Crazy
- 1979 – Everybody's Got a Family
- 1980 – Double Trouble (med George Jones)
- 1980 – New York Town
- 1980 – Mr. Hag Told My Story
- 1982 – Lovers and Losers
- 1983 – I Don't Need To Know That Right Now
- 1987 – Modern Times
- 1993 – Live in Branson
- 1995 – Difference in Me
- 1996 – Johnny Paycheck Sings George Jones
- 1996 – I'm a Survivor
- 1999 – Live at Gilley's

Singlar (topp 10 på Billboard Hot Country Songs)
- 1966 – "The Lovin' Machine" (#8)
- 1971 – "She's All I Got" (#2)
- 1972 – "Someone to Give My Love To" (#4)
- 1973 – "Something About You I Love" (#10)
- 1973 – "Mr. Lovemaker" (#2)
- 1973 – "Song and Dance Man" (#8)
- 1977 – "Slide Off of Your Satin Sheets" (#7)
- 1977 – "I'm the Only Hell (Mama Ever Raised)" (#8)
- 1977 – "Take This Job and Shove It" (#1)
- 1978 – "Friend, Lover, Wife" (#7)
- 1978 – "Maybelline" (#7) (med George Jones)